# Галаксија Плус
Галаксија Плус је побољшана верзија рачунара Галаксија, са 256x208 монохроматским графичким режимом, троканалним звуком базираном на AY-3-8910 и 48  RAM.
Хардвер Галаксије Плус је пројектовао Ненад Дуњић, а софтвер Милан Тадић.